# Шапира, Хаим Моше
Ха́им Моше́ Шапи́ра (ивр. חיים משה שפירא‎; 26 марта 1902 года — 16 июля 1970 года) — израильский политический и государственный деятель, один из ключевых израильских политиков в первые дни существования государства, политический лидер религиозного сионизма в течение многих лет, министр внутренних дел, министр здравоохранения, министр абсорбции, министр по делам религии.

## Биография
Родился в Гродно в семье Залмана Шапиро и Розы Крупник. Получил образование в хедере и ешиве, где он организовал молодёжную группу под названием «Бней Цион» (букв. «Сыны Сиона»). После этого он уехал в Литву, где работал в области образования и культуры в Национальном еврейском совете Каунаса, а в 1919 году создал движение «Молодые Мизрахи», которое стало ведущим религиозным сионистским молодёжным движением в Литве.
В 1922 году он начал работать учителем в ультра-ортодоксальной школе в Вильнюсе, а также входил в состав правления движения «Мизрахи» в городе. Между 1923 и 1924 годами он принимал активное участие в управлении движения «Молодёжь Мизрахи» в Варшаве, до поступления в раввинскую семинарию в Берлине.
В 1925 году он поехал делегатом на 14-й сионистский конгресс, где он был избран в исполнительный комитет конгресса. В том же году он эмигрировал в Палестину. В 1928 году он был избран в ЦК движения «Ха-Поэль ха-Мизрахи», а также выступал в качестве члена Всемирного комитета Мизрахи.
В 1936 году он был избран членом сионистской дирекции и директором отдела алии в Еврейском агентстве — пост, который он занимал вплоть до 1948 года. В 1938 году он был направлен со специальной миссией по спасению евреев Австрии после её поглощения нацистской Германией.

## Политическая карьера
Был одним из тех, кто подписал Декларацию независимости Израиля, и сразу же после образования государства был назначен министром здравоохранения и министром по вопросам иммиграции во временном правительстве Давида Бен-Гуриона.
На прошедших в Израиле первых выборах в кнессет в 1949 году Шапира завоевал место в качестве члена блока Объединённый религиозный фронт и партии «Ха-поэль ха-мизрахи». Он был подтверждён в своих должностях министров, а также стал министром внутренних дел.
После выборов 1951 года, на которых «Ха-Поэль ха-мизрахи» выступал в качестве самостоятельной партии, Шапира был назначен министром внутренних дел и министром по делам религий. После перестановок в кабинете министров в 1952 году он потерял портфель внутренних дел, но вместо этого был назначен министром социального обеспечения. Во время следующих кадровых перестановок в 1955 году ему удалось восстановить свой портфель министра внутренних дел.
На выборах 1955 года Мизрахи и «Ха-Поэль ха-мизрахи» выступали единым комбинированным блоком «Мафдал», который позже стал Национально-религиозной партией. Шапира был назначен министром по делам религий и министром социального обеспечения. В 1957 году он был серьёзно ранен взрывом гранаты, которую бросил в кнессете некто Моше Дуэк, но выжил. Он и все другие министры Национально-религиозной партии вышли из кабинета министров в июле 1958 года, и это был единственный период за всё время его пребывания в Израиле, проведённый вне политики.
После выборов 1959 года Шапира вернулся в кабинет министров в качестве министра внутренних дел. После досрочных выборов в 1961 году он добавил себе ещё портфель министра здравоохранения. После выборов 1965 года Шапира остался только министром внутренних дел, сохранив эту должность и после выборов 1969 года.
16 июля 1970 года Хаим Моше Шапира умер, находясь на посту министра внутренних дел.

## Семья
Правнук — Анер Шапира.